# Iberolacerta
Iberolacerta – rodzaj jaszczurek z rodziny jaszczurkowatych (Lacertidae).

## Zasięg występowania
Rodzaj obejmuje gatunki występujące w Austrii, Chorwacji, Słowenii, we Włoszech, Francji, w Andorze, Hiszpanii, Portugalii. 

## Systematyka

### Etymologia
- Iberolacerta: łac. Iberia „Hiszpania”; lacerta „jaszczurka”[1].
- Pyrenesaura: łac. Pyrenaicus „pirenejski, z Pirenejów”, od Pyrenaei Montes „Pireneje”, od Pyrene (gr. Πυρήνη Purēnē) w mitologii greckiej córki króla Bebryciusa i ukochanej Herkulesa; gr. σαυρος sauros „jaszczurka”[2]. Gatunek typowy: Lacerta monticola bonnali Lantz, 1927.

### Podział systematyczny
Do rodzaju należą następujące gatunki: 
- Iberolacerta aranica
- Iberolacerta aurelioi
- Iberolacerta bonnali
- Iberolacerta cyreni
- Iberolacerta galani
- Iberolacerta horvathi
- Iberolacerta martinezricai
- Iberolacerta monticola